# 600 pr. n. št.

## Rojstva
- Kambiz I., kralj Anšana in Perzije († 559 pr. n. št.)

## Smrti
- Anlamani, kralj nubijskega Kraljestva Kuš (* ni znano)